# ピーター・ノーブクイスト
ピーター・ノーブクイスト (Petter Nordkvist) はストックホルム在住のDJ、音楽プロデューサーである。
James HoldenのミックスCD「At The Controls」に Some Polyphony が収録され、一躍有名となった。これ以来、ライブやDJプレイの依頼が殺到している。

## ディスコグラフィー（一部）

### EP
- petter - six song ep [border community]

### シングル
- petter - untitled acid [deep focus]
- petter - some polyphony [border community]

## Petterが日本でライブプレイをしたクラブ
- 東京西麻布 Colors Studio（2006年）